# Cycloachelous
Cycloachelous is een geslacht van kreeftachtigen uit de klasse van de Malacostraca (hogere kreeftachtigen).

## Soorten
- Cycloachelous elongatus (A. Milne-Edwards, 1861)
- Cycloachelous granulatus (H. Milne Edwards, 1834)
- Cycloachelous octodentatus (Gordon, 1938)
- Cycloachelous orbicularis (Richters, 1880)
- Cycloachelous orbitosinus (Rathbun, 1911)
- Cycloachelous suborbicularis (Stephenson, 1975)